# Tmesisternus niger
Tmesisternus niger es una especie de escarabajo del género Tmesisternus, familia Cerambycidae. Fue descrita científicamente por Gressitt en 1984.
Habita en Papúa Nueva Guinea. Esta especie mide 15-19 mm.